# 葉成額
葉成額（穆麟德轉寫：yecengge，？—1671年），滿洲鑲白旗，清朝政治人物、清朝工部尚書。
曾任戶部左侍郎。康熙三年十二月癸亥，接替喇哈達，擔任清朝工部尚書，后降三級調任。由馬爾賽接任。